# The Beatles: The First U.S. Visit
The Beatles: First U.S. Visit é um documentário que retrata a lendária viagem dos Beatles aos EUA em Fevereiro de 1964. O vídeo foi produzido originalmente para a TV dos EUA e Inglaterra e foi ao ar ainda no ano de 1964 com o formato de um programa de 40 minutos de duração. Em 2004, ele foi restaurado e teve seu som remasterizado, além de ter sua duração ampliada para 81 minutos, dando origem ao DVD na forma como chegou ao mercado. O DVD traz ainda uma entrevista com Albert Maysles e 13 apresentações do grupo. 
Em Fevereiro de 1964, os Beatles chegaram aos Estados Unidos pela primeira vez para realizar uma série de shows no país. Os Beatles permaneceram nos EUA por duas semanas e causaram furor por onde passaram. No dia 09 de fevereiro, se apresentaram ao vivo no programa de auditório apresentado por Ed Sullivan. O programa foi assistido por um público de 73 milhões de espectadores, número recorde para a época.

## Faixas do DVD
01 - All My Loving - (The Ed Sullivan Show - Nova Iorque)
02 - Till There Was You - (The Ed Sullivan Show - Nova Iorque)
03 - She Loves You - (The Ed Sullivan Show - Nova Iorque)
04 - I Want To Hold Your Hand - (The Ed Sullivan Show - Nova Iorque)
05 - I Saw Her Standing There - (The Washington Coliseum Concert - Washington)
06 - I Wanna Be Your Man - (The Washington Coliseum Concert - Washington)
07 - She Loves You - (The Washington Coliseum Concert - Washington)
08 - From Me To You - (The Ed Sullivan Show - Miami)
09 - This Boy - (The Ed Sullivan Show - Miami)
10 - All My Loving - (The Ed Sullivan Show - Miami)
11 - Twist and Shout - (The Ed Sullivan Show - Nova Iorque)
12 - Please Please Me - (The Ed Sullivan Show - Nova Iorque)
13 - I Want To Hold Your Hand - (The Ed Sullivan Show - Nova Iorque)